# مالکی تسالیم
مالکی تسالیم (به بلغاری: Malki Tsalim) یک منطقهٔ مسکونی در بلغارستان است که در ساندانسکی واقع شده‌است.